# Univerza Bío-Bío
Univerza Bío-Bío (špansko Universidad del Bío-Bío) je javna univerza s sedežem na Concepciónu (Čile), ustanovljena je bila leta 1947.

## Fakultete
- Fakulteta za znanosti
- Pedagoška fakulteta in humanistične
- Fakulteta za arhitekturo
- Fakulteta za strojništvo
- Fakulteta za zdravstvene vede in prehrano
- Fakulteta za upravo podjetja